# 旭龢道巴士總站
旭龢道巴士總站（英語：Kotewall Road Bus Terminus）是位於香港中西區半山區旭龢道與大學道交界，為一路邊型巴士總站。

## 總站路線資料

### 城巴13線
- 金鐘（添馬街） ↔ 旭龢道

提供半山區（旭龢道、柏道、衛城道及堅道）往來中環及金鐘的巴士服務，回程途經般咸道，於1974年4月16日起投入服務。

### 香港島專線小巴3A線
- 香港站 ↔ 旭龢道（干德道）

## 途經路線資料

### 香港島專線小巴3號線
- 香港站 ↔ 寶珊道（寶城大廈）

## 鄰近地點
- 香港大學

## 最新消息
- 因受到道路工程影響，在旭龢道的3個巴士站可能會被停用。

## 外部連結
- 城巴網頁－車站資料[]